# Upgrade (filme)
Upgrade (bra: Upgrade: Atualização prt: Upgrade: Máquina Assassina) é um filme australiano de 2018, dos gêneros ação, ficção científica cyberpunk, terror corporal e suspense, escrito e dirigido por Leigh Whannell e estrelado por Logan Marshall-Green, Betty Gabriel, Harrison Gilbertson e Bento Hardie.

## Sinopse
Em um futuro distópico próximo, um homem chamado Grey Trace (Logan Marshall-Green) é paralisado num roubo após levar um tiro queima-roupa na medula espinhal, onde a sua esposa é assassinada, e recebe um chip neural experimental chamado "STEM", com uma inteligência artificial dentro que o ajuda a caminhar novamente, mas tem a habilidade de controlar o seu corpo do pescoço a baixo com a sua permissão, e com as habilidades de artes marciais que vem junto, ele utiliza isso para se vingar de quem foram os responsáveis por paralisa-lo e matar a sua esposa.

## Elenco
- Logan Marshall-Green como Grey Trace
- Betty Gabriel como Cortez
- Harrison Gilbertson como Eron Keen
- Bento Hardie, como Fisk
- Christopher Kirby como Tolan
- Clayton Jacobson como Manny
- Melanie Vallejo como Asha Grey
- Sachin Joabe, como o Dr. Bhatia
- Michael M. Foster, como Jeffries
- Richard Cawthorne como Serk
- Linda Cropper como Pamela
- Simon Maiden como STEM (voz)
- Kai Bradley como Jamie

## Produção
As filmagens começaram em março de 2017.

## Recepção

### Bilheteria
Nos Estados Unidos, Upgrade foi lançado em 1º de junho de 2018, ao lado de Adrift e Action Point, e foi projetado para arrecadar cerca de US$ 3 milhões de 1.457 cinemas em seu fim de semana de abertura.

### Críticas
No agregador de revisão do site Rotten tomatoes, o filme tem um índice de aprovação de 89% com base em 8 opiniões, e uma avaliação média de 7/10.